# Línea 3 del Metro de Santiago
La Línea 3 es una de las siete líneas que conforman actualmente el Metro de Santiago de Chile. Une las comunas de Quilicura, Conchalí e Independencia en el norte de Santiago con el centro y luego con Ñuñoa y La Reina por el oriente. Su primer tramo, entre las estaciones Los Libertadores y Fernando Castillo Velasco, fue inaugurado el 22 de enero de 2019, mientras que la extensión hasta Plaza Quilicura fue abierta al público el 25 de septiembre de 2023. Tiene 21 estaciones en 25 km de extensión. Es la segunda línea totalmente automática tras la Línea 6.
Combina con la Línea 2 en la estación Puente Cal y Canto, con la Línea 1 en la estación Universidad de Chile, con la Línea 5 en Plaza de Armas e Irarrázaval, con la Línea 6 en la estación Ñuñoa y con la Línea 4 en la estación Plaza Egaña. Además combinará con las futuras líneas 7, 8 y 9 en las estaciones Puente Cal y Canto, Chile España y Matta, respectivamente, a partir de los años 2028 y 2032. El color distintivo es el café.
Inicialmente fue diseñada para ser construida tras las líneas 1 y 2, pero el terremoto de Algarrobo de 1985 impidió que las obras se iniciaran ya que el dinero fue destinado a la reconstrucción tras la emergencia. Cuando se decidió expandir el Metro de Santiago durante los años 1990, las prioridades demográficas en la ciudad cambiaron, siendo continuamente pospuesta hasta reactivarse el proyecto en 2010.
En el año 2021 se realizaron 36,9 millones de viajes que representaron el 10,3 % del total de los viajes efectuados en el Metro de Santiago.

## Historia

### Proyecto original

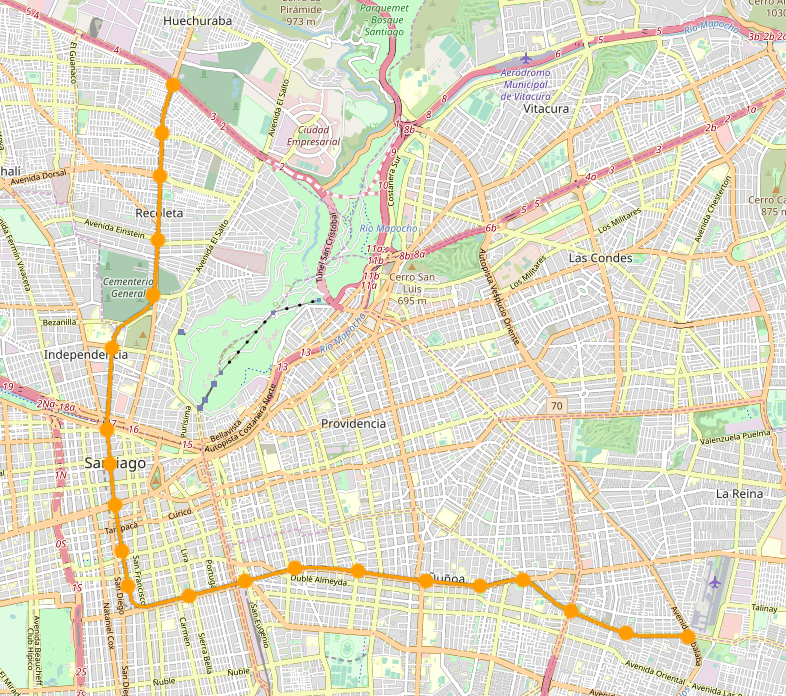
Trazado propuesto originalmente para la Línea 3 (1968).

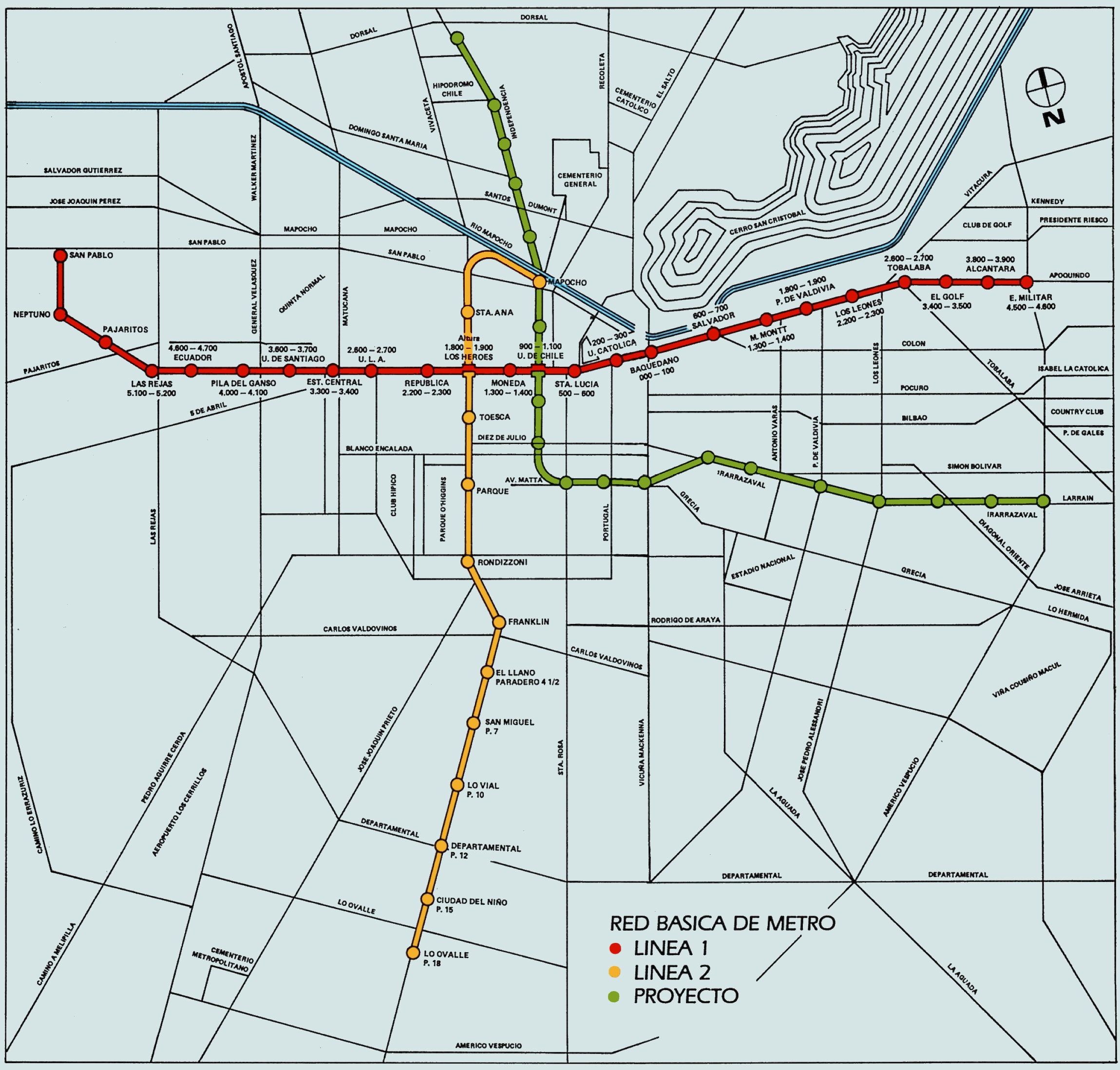
Mapa proyectando la línea 3 para 1987.

En mayo de 1968 es presentado el "Estudio del Sistema de Transporte Metropolitano de Santiago" realizado por BCEOM-SOFRETU-CADE. El gobierno, basado en este proyecto aprobó el Plan Regulador de Transporte de Santiago, con el fin de dar una solución integral de largo plazo al problema de transporte en la ciudad. Este plan consistía en 5 líneas. La línea 3 comenzaba en la Estación Mapocho hasta el centro de Ñuñoa, por las calles Puente, Ahumada, Arturo Prat (en sentido norte-sur) y luego doblando hacia el oriente por Avenida Matta e Irarrázaval, y estaría disponible antes de 1980. El 5 de diciembre de 1984 se presentó el “Anteproyecto Técnico para la Línea 3” que contenía importantes modificaciones al plan original de 5 líneas de metro en el cual la línea 3 subía por Avenida Recoleta. La Línea 3 serviría principalmente a la población del sector norte de Santiago, iniciándose en la intersección de las avenidas Avenida Dorsal e Independencia, continuando por esta última hasta cruzar el río Mapocho (combinando en Cal y Canto con la Línea 2), llegando a la Plaza de Armas y continuando hacia el sur por calle Arturo Prat, hasta llegar a la Avenida Matta. Por ella, se dirigiría hacia el oriente hasta cruzar Vicuña Mackenna, continuando por Irarrázaval hasta terminar en la Plaza Egaña. La Línea 3 tendría una extensión de 16 km y 20 estaciones; su construcción se realizaría progresivamente, iniciándose con el recorrido entre la Plaza Chacabuco y la Plaza Ñuñoa, con una extensión de 12,3 km, dejando los sectores restantes para futuras extensiones.
Sin embargo, el plan finalmente no vería la luz. Los fondos destinados a su realización fueron trasladados a la reconstrucción de las zonas devastadas por el terremoto del 3 de marzo de 1985 que destruyó gran parte de la zona central de Chile y parte importante del casco histórico de la capital. El día 11 de marzo, menos de una semana después del evento sísmico, fue anunciada la suspensión de la Línea 3. La construcción de la extensión a la Línea 2 hacia Rodrigo de Araya fue paralizada también y solo se lograron terminar los avances hasta la estación Puente Cal y Canto, que fue construida incluyendo los andenes para la futura combinación con la Línea 3. El 25 de julio de 1986 se inauguró el tramo entre la estación Los Héroes y Santa Ana y el 15 de septiembre de 1987 fue terminado el tramo hasta Puente de Cal y Canto, mientras el proyecto de la Línea 3 era archivado indefinidamente. A pesar de lo anterior, hubo acciones concretadas con respecto a la infraestructura de la línea 3, por ejemplo, bajo la estación Puente Cal y Canto, está construida la obra gruesa de la estación (andenes), o que la estación Universidad de Chile posea dos niveles de mesaninas, una de las cuales (la inferior) corresponde a la zona de combinación y el andén de la inacabada vía. De hecho, es posible notar un corte deliberado en la losa de esta superficie, el cual corresponde al borde del mencionado andén.
Durante los años posteriores, la gran explosión urbana en las comunas del sector suroriente de Santiago, principalmente en las comunas de La Florida y Puente Alto, provocaron que el proyecto fuera nuevamente postergado, construyéndose las líneas 4, 4A y 5 durante las décadas de 1990 y 2000, en vez de la Línea 3.

### Reactivación del proyecto

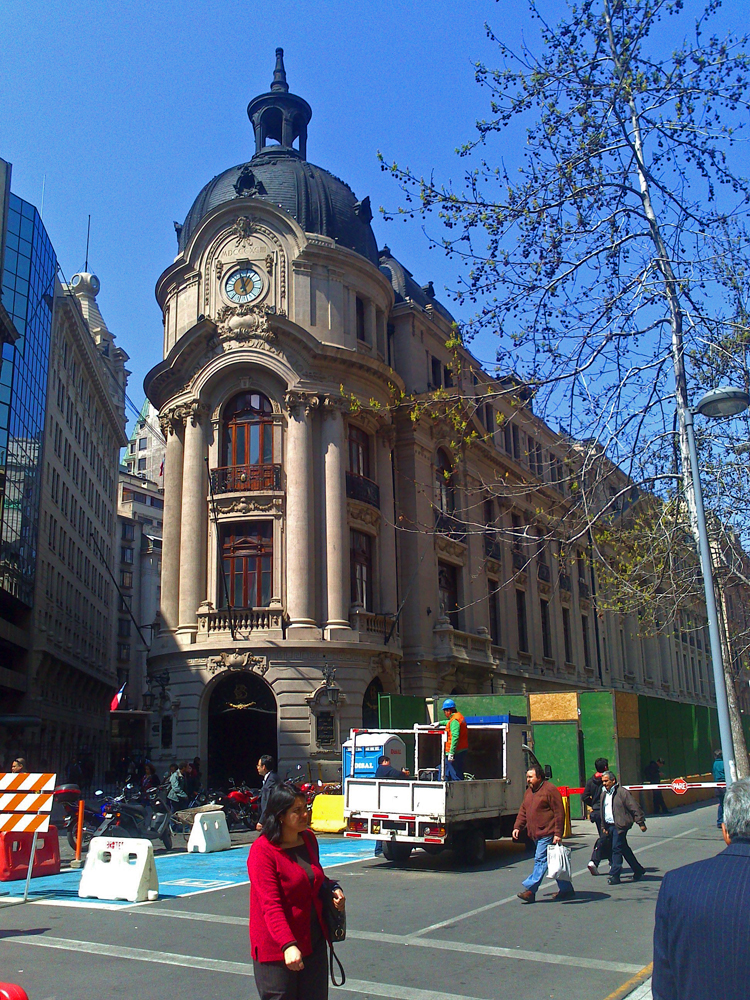
Construcción subterréanea de la Línea 3 bajo la Bolsa de Comercio de Santiago.

Hacia finales de 2009 y del mandato de la presidenta Michelle Bachelet, se especuló sobre el anuncio de una nueva línea de metro. El presidente de Metro S.A. Clemente Pérez aseguró que existían 15 propuestas presentadas por SECTRA y que era necesaria una definición temprana pues evitaría “perder la experiencia del equipo de contratistas que hacen posible sacar adelante las tareas de Metro”. Dentro de los planes, reflotar la Línea 3 era la más mencionada, al igual que versiones de ésta con sus tramos de Independencia y Matta-Irarrázaval separados y una extensión de la Línea 4 al Parque Bicentenario de Vitacura. Sin embargo, Bachelet anunciaría el 29 de diciembre de 2009 la construcción de una línea recientemente diseñada y que había arremetido con fuerza en los últimos meses; la Línea 6 del Metro de Santiago.
En los días de campaña previo a su elección en segunda vuelta, Sebastián Piñera aseguró a vecinos de Conchalí que el proyecto de la Línea 3 era viable y que se realizaría bajo su mandato, poniendo en entredicho la construcción de la Línea 6 en caso de ganar. Días después, la SECTRA dijo que era posible una construcción conjunta de ambas líneas, siempre y cuando se fuera realizando por etapas. El terremoto del 27 de febrero de 2010, sin embargo, cambiaría las prioridades del nuevo gobierno y la posibilidad de expansión del Metro de Santiago estuvo en peligro tal como en 1985.
En julio de 2011, el diseño definitivo de ambos proyectos fue publicado. La Línea 3 se mantendría básicamente igual a su planificación original a mediados de los años 1980, aunque extendiéndose al norte hasta Américo Vespucio y al oriente más allá de Plaza Egaña hasta llegar a avenida Tobalaba. En total, la nueva Línea 3 tendría un costo de 1722 millones de dólares para un recorrido de 22 kilómetros con 11 estaciones que serían inauguradas entre 2018 y 2019. El inicio de obras de construcción se realizó en junio de 2013.

### Controversia por estación en Independencia
En 2013 el alcalde de la comuna de Independencia, Gonzalo Durán, realizó una solicitud para que se construyera una nueva estación en Avenida Independencia con Echeverría, ya que entre la estación Puente Cal y Canto y Hospitales existía una distancia de 2 km, la mayor distancia de toda la red, mientras que el promedio de distancia entre estaciones de toda la red es de 1,4 km. En la Municipalidad estiman que en el barrio aumentó en 10 500 gracias a las personas que llegaron a los nuevos edificios que se levantan a esa altura de la avenida Independencia, lo que sumado a la restauración de la Cervecería Ebner, donde se construyó un centro comercial y un museo dedicado a la cerveza, justificarían la inversión. Finalmente la estación no fue construida.

### Inicio de operaciones
El 27 de noviembre de 2018 se inició el término de la marcha blanca de la línea del metro, en un proceso que movilizó a cerca de 200 personas. Para esta fecha, la línea se halla con un 97% de la obra completada, y su apertura estaba prevista para finales de diciembre de 2018 o inicios de enero de 2019, informándose el 15 de enero que la apertura oficial se realizaría el martes 22 de enero, lo que se concretó en una ceremonia que contó con el presidente Sebastián Piñera, el directorio de Metro de Santiago, autoridades comunales y gubernamentales. Las estaciones fueron abiertas poco antes de las 10 de la mañana, luego de dar por finalizado el discurso del presidente.

### Crisis social
Al igual que el resto de la red, la Línea 3 no operó durante el fin de semana del 19 y 20 de octubre. Oficialmente, se reportó que la estación Cardenal Caro resultó con daños debido a un incendio que no derivó en daños mayores.
La Línea 3, junto con la 6, fueron las primeras líneas, después de la 1, en reanudar sus servicios. El miércoles 23 de octubre abrieron las estaciones Los Libertadores, Vivaceta, Universidad de Chile, Ñuñoa y Fernando Castillo Velasco, mientras que el viernes 25 de octubre abrieron sus puertas Plaza Chacabuco, Puente Cal y Canto, Matta e Irarrázaval. El lunes 28 de octubre se sumaron a la red las estaciones Monseñor Eyzaguirre, Chile España, Villa Frei y Plaza Egaña, mientras que el lunes 4 de noviembre se sumaron a la red Conchalí, Hospitales y Plaza de Armas. El 16 de diciembre reabrió sus puertas la estación Parque Almagro, mientras que la estación Cardenal Caro fue abierta el 23 de abril de 2020, recuperando el funcionamiento total de la Línea 3.

### Extensión a Quilicura

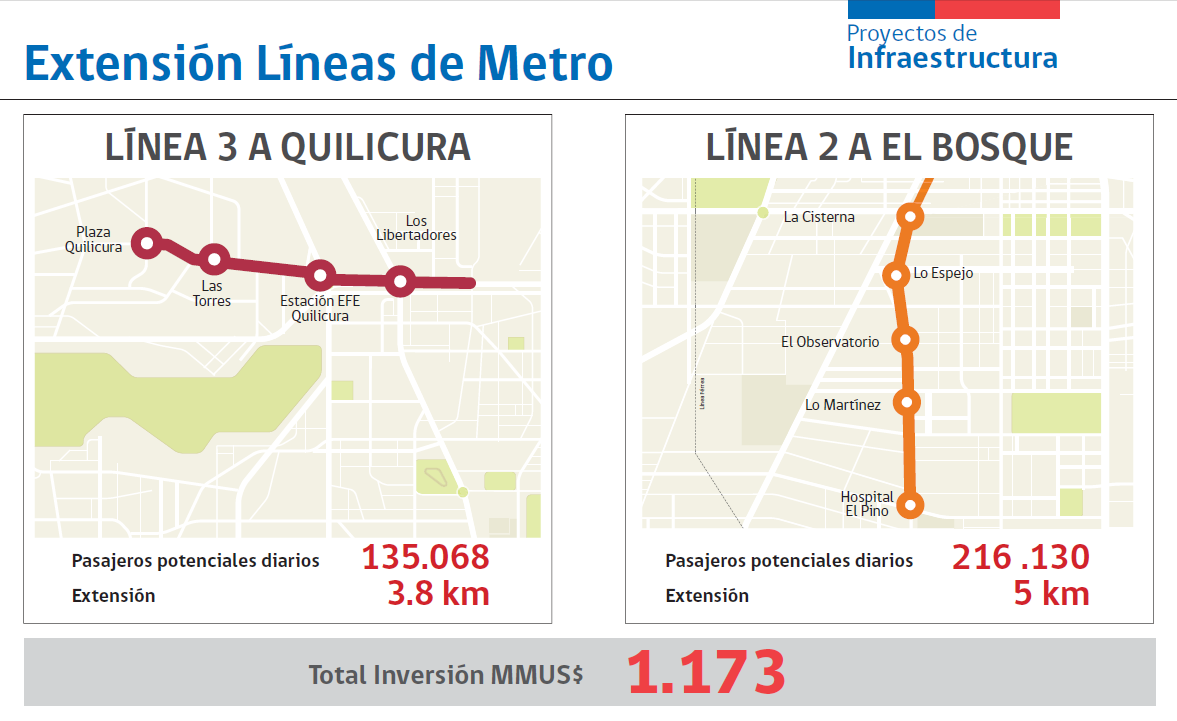
Presentación oficial de las extensiones de las líneas 2 y 3. La extensión de la línea 3 irá hacia Quilicura.

El segundo gobierno de la presidenta Michelle Bachelet asumió en marzo de 2014. En su campaña presidencial, la presidenta Bachelet anunció que estudiaría la factibilidad técnica de extender la Línea 3 hasta la comuna de Quilicura. En mayo de 2014, la presidenta comunicó el inicio de dichos estudios de factibilidad. Finalmente, el 5 de noviembre de 2014, se confirmó la construcción de la extensión de esta línea. Tiene una extensión por el norte, incorporando 3 nuevas estaciones desde la estación terminal Los Libertadores hasta el centro de la comuna de Quilicura, a lo largo de 3,6 km de túnel subterráneo que pasará por la Avenida Manuel Antonio Matta y contará con las estaciones Ferrocarril, Lo Cruzat y Plaza Quilicura. Dicha extensión además cuenta con una estación intermodal que permitirá conectar con el servicio de trenes de cercanía hacia Batuco, que estará en operaciones hacia el año 2028. La inversión prevista para ambas extensiones se eleva por sobre los 1173 millones de dólares, a los que se sumarían 317 millones de dólares estimados para la compra de 12 nuevos trenes para la red de Metro.
El 9 de diciembre de 2018 la Comisión de Evaluación Ambiental de la Región Metropolitana aprobó por 376 millones de dólares la extensión de la Línea 3, siendo el 19 de marzo de 2019 el inicio de los trabajos de extensión de la línea 3 desde la estación Los Libertadores hacia Plaza Quilicura, que adicionarán 3,8 km a la línea. Esta extensión fue inaugurada el 25 de septiembre de 2023.

### Postergación de extensión hacia La Reina

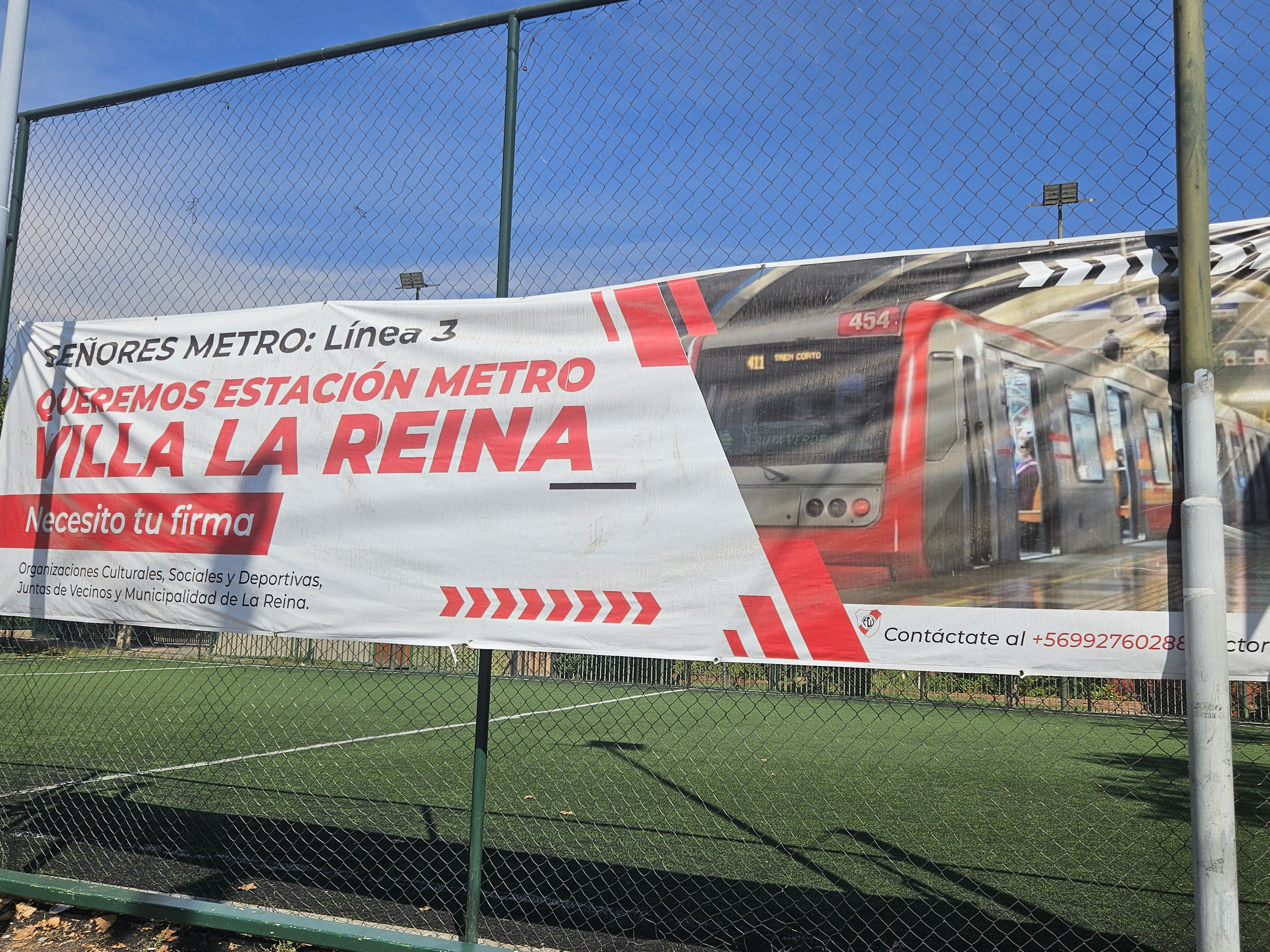
Solicitud para extender el metro hacia la Villa La Reina y el Hospital Militar en 2025.

En la presentación oficial de las líneas 3 y 6, el presidente Sebastián Piñera solicitó a Metro estudiar la extensión del proyecto en 1,6 kilómetros hacia el Hospital Militar de La Reina en Avenida Alcalde Fernando Castillo Velasco con calle Diputada Laura Rodríguez. "De esa forma estaríamos dándole un mejor servicio a La Reina y acercándonos más a Peñalolén", señaló Piñera. Beneficiaría, además del Hospital, a la Villa La Reina, al Aeródromo Tobalaba, al Barrio Industrial de La Reina, al Barrio Ossandón, a La Reina Alta, y a Peñalolén Alto. Finalmente esta extensión fue confirmada en mayo de 2012, con el nombre tentativo de Estación Hospital Militar, aunque concejales de la comuna solicitaron llamarla Estación Violeta Parra. El 22 de mayo de 2012, Metro confirmó que realizaría una segunda etapa de construcción de la Línea 3, que partiría una vez finalizados los trabajos en 2018, y que permitirían la creación de la nueva estación Hospital Militar como nueva terminal de la línea por el oriente. Pese a la promesa realizada por Sebastián Piñera y Metro entre 2011 y 2012, la estación no apareció como parte del proyecto de la línea 3, ni tampoco como estación en proyección. Metro de Santiago no se ha volvió a pronunciar oficialmente al respecto. Luego de la inauguración de la línea en enero de 2019, el presidente Piñera señaló que posteriormente a las anunciadas Líneas 7, 8 y 9, para 2030, estaba considerada construir dicha extensión.

## Estaciones
Las estaciones, en el sentido norte-centro-oriente, son las siguientes:
| Estación                  | Inauguración             | Acceso para discapacitados | Ubicación                                                     | Comuna           | Comb.                | Estación                                | Tipo de estación |
| ------------------------- | ------------------------ | -------------------------- | ------------------------------------------------------------- | ---------------- | -------------------- | --------------------------------------- | ---------------- |
| Plaza Quilicura           | 25 de septiembre de 2023 | Acceso para discapacitados | Av. Manuel Antonio Matta con Av. Bernardo O'Higgins           | Quilicura        |                      | Terminal                                | Subterránea      |
| Lo Cruzat                 | 25 de septiembre de 2023 | Acceso para discapacitados | Av. Manuel Antonio Matta entre Av. Las Torres y Av. Lo Cruzat | Quilicura        |                      | De paso                                 | Subterránea      |
| Ferrocarril               | 25 de septiembre de 2023 | Acceso para discapacitados | Av. Manuel Antonio Matta con Pasaje 4                         | Quilicura        | Tren Santiago-Batuco | De paso                                 | Subterránea      |
| Los Libertadores          | 22 de enero de 2019      | Acceso para discapacitados | Av. Américo Vespucio con Autopista Los Libertadores           | Quilicura        |                      | De paso                                 | Subterránea      |
| Cardenal Caro             | 22 de enero de 2019      | Acceso para discapacitados | Av. Independencia con Av. Cardenal José María Caro            | Conchalí         |                      | De paso                                 | Subterránea      |
| Vivaceta                  | 22 de enero de 2019      | Acceso para discapacitados | Av. Independencia con Pasaje Vecinal                          | Conchalí         |                      | De paso                                 | Subterránea      |
| Conchalí                  | 22 de enero de 2019      | Acceso para discapacitados | Av. Independencia con Av. Dorsal                              | Conchalí         |                      | De paso                                 | Subterránea      |
| Plaza Chacabuco           | 22 de enero de 2019      | Acceso para discapacitados | Av. Independencia con Hipódromo Chile                         | Independencia    |                      | De paso                                 | Subterránea      |
| Hospitales                | 22 de enero de 2019      | Acceso para discapacitados | Av. Independencia con Profesor Alberto Zañartu                | Independencia    |                      | De paso                                 | Subterránea      |
| Puente Cal y Canto        | 22 de enero de 2019      | Acceso para discapacitados | Aillavilú con Paseo Puente                                    | Santiago         |                      | De combinación Desde 2028 y 2032: Comb. | Subterránea      |
| Plaza de Armas            | 22 de enero de 2019      | Acceso para discapacitados | Bandera con Catedral                                          | Santiago         |                      | De combinación                          | Subterránea      |
| Universidad de Chile      | 22 de enero de 2019      | Acceso para discapacitados | Paseo Ahumada con Alameda                                     | Santiago         |                      | De combinación                          | Subterránea      |
| Parque Almagro            | 22 de enero de 2019      | Acceso para discapacitados | San Diego con Av. Santa Isabel                                | Santiago         |                      | De paso                                 | Subterránea      |
| Matta                     | 22 de enero de 2019      | Acceso para discapacitados | Av. Manuel Antonio Matta con Av. Santa Rosa                   | Santiago         |                      | De paso Desde 2032: Comb.               | Subterránea      |
| Irarrázaval               | 22 de enero de 2019      | Acceso para discapacitados | Av. Manuel Antonio Matta con San Eugenio                      | Ñuñoa            |                      | De combinación                          | Subterránea      |
| Monseñor Eyzaguirre       | 22 de enero de 2019      | Acceso para discapacitados | Av. Irarrázaval con Monseñor Eyzaguirre                       | Ñuñoa            |                      | De paso                                 | Subterránea      |
| Ñuñoa                     | 22 de enero de 2019      | Acceso para discapacitados | Av. Irarrázaval con Av. Pedro de Valdivia                     | Ñuñoa            |                      | De combinación                          | Subterránea      |
| Chile España              | 22 de enero de 2019      | Acceso para discapacitados | Av. Irarrázaval con Av. José Pedro Alessandri                 | Ñuñoa            |                      | De paso Desde 2032: Comb.               | Subterránea      |
| Villa Frei                | 22 de enero de 2019      | Acceso para discapacitados | Av. Irarrázaval con Av. Ramón Cruz Montt                      | Ñuñoa            |                      | De paso                                 | Subterránea      |
| Plaza Egaña               | 22 de enero de 2019      | Acceso para discapacitados | Av. Ossa con Plaza Egaña                                      | Ñuñoa y La Reina |                      | De combinación                          | Subterránea      |
| Fernando Castillo Velasco | 22 de enero de 2019      | Acceso para discapacitados | Av. Alcalde Fernando Castillo Velasco con Loreley             | La Reina         |                      | Terminal                                | Subterránea      |

## Ficha técnica
- Nombre: Línea 3: Plaza de Quilicura-Fernando Castillo Velasco.
- Trazado:
  - Av. Manuel Antonio Matta: 3 estaciones
  - Av. Américo Vespucio: 1 estación
  - Av. Independencia: 5 estaciones
  - Bandera: 2 estaciones
  - San Diego: 2 estaciones
  - Av. Matta: 2 estaciones
  - Av. Irarrázaval: 5 estaciones
  - Avenida Alcalde Fernando Castillo Velasco: 1 estación
- Método constructivo:
  - Plaza Quilicura-Fernando Castillo Velasco: Túnel

- Fechas de entrega:
  - Los Libertadores-Fernando Castillo Velasco: 22 de enero de 2019[2]
  - Ferrocarril-Plaza Quilicura: 25 de septiembre de 2023[44]

## Material rodante

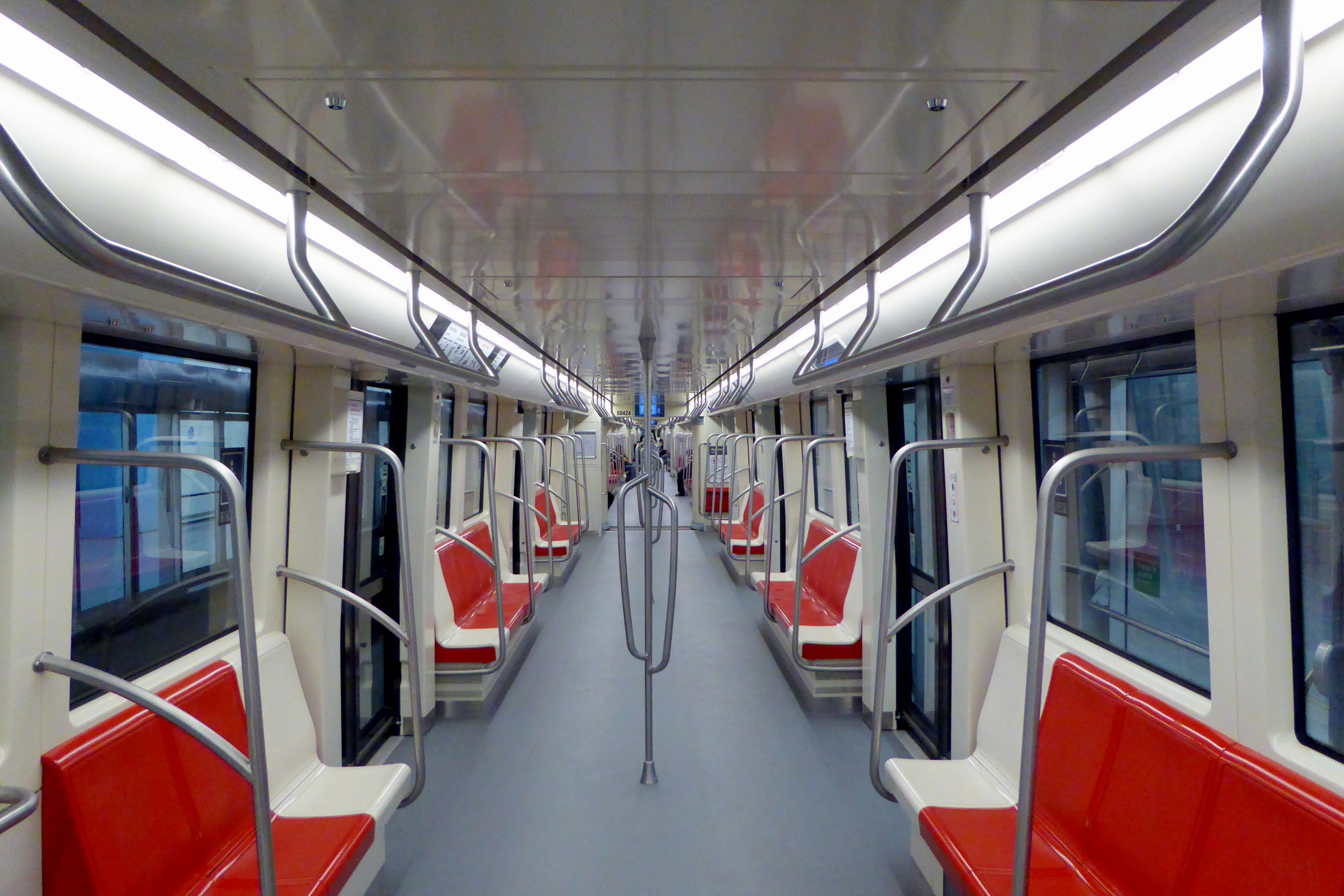
Interior de un tren AS-2014.

El material rodante utilizado por Metro de Santiago en esta línea consiste básicamente en 22 trenes. Estos pertenecen al modelo AS-2014 compuestos por 5 coches.
Poseen sistema de pilotaje automático CBTC. Dicho sistema permite que el convoy sea operado sin conductor. Debido a esto no poseen cabina de conducción.